# Otto Wolff (Theologe, 1794)
Otto Wolff (* 29. Januar 1794 in Altkünkendorf bei Angermünde; † 1877) war ein deutscher evangelischer Geistlicher.
Otto Wolff begann 1807 zunächst eine Apothekerlehre und trat dann 1809 in die Obertertia des Gymnasiums zum Grauen Kloster in Berlin ein. 1813/14 leistete er Kriegsdienst und studierte anschließend Theologie an der Universität Breslau. 1817 wurde er Lehrer und Erzieher am Kadettenhaus in Kulm in Westpreußen, 1818 an einer Erziehungsanstalt in Breslau. Er arbeitete ab 1821 als Pastor und Lehrer in Waldenburg, ab 1829 als Pastor in Grünberg in Schlesien.
Neben kirchen- und lokalgeschichtlichen Abhandlungen verfasste er ein Werk Geschichte der Mongolen oder Tataren, besonders ihres Vordringens nach Europa (1872). Er war Königlicher Superintendent, Ritter des Roten Adlerordens 3. Klasse m. d. Schl., korrespondierendes Mitglied der Schlesischen Gesellschaft für vaterländische Cultur (1841) sowie Mitglied des Vereins für Geschichte und Alterthum Schlesiens.

## Schriften (Auswahl)
- Geschichte der evangelischen Stadt- und Landgemeinde Grünberg von den Zeiten der Reformation bis zum ersten schlesischen Frieden 1742. Levysohn und Siebert, Grünberg 1841.
- Geschichte der Stadt Grünberg in Niederschlesien von ihrer Entstehung bis zur Einführung der Reformation. Weiss, Grünberg 1848 (Digitalisat).
- Die berühmte Lehninsche Weissagung über die Schicksale der Mark Brandenburg und des Hauses Hohenzollern, deren Entstehung, Verfasser, Bekanntwerdung, Bedeutung u. Inhalt, wie auch die darüber aufgestellten älteren u. neueren Hypothesen historisch kritisch beleuchtet, gewürdigt u. erklärt. Weiss, Grünberg 1850. (Digitalisat).
- Kritische Sichtung der Geschichte der Stadt und des Herzogthums Sagan. Wie sie namentlich von A. Leipelt, Mathematikus am Kgl. Katholischen Gymnasium zu Sagan, dargestellt worden ist. Weiss, Grünberg 1854 (Digitalisat).
- Das Buch Judith als geschichtliche Urkunde vertheidigt und erklärt. Nebst eingehenden Untersuchungen über Dauer und Ausdehnung der assyrischen Obmacht in Asien und Aegypten, über die Hyksos, über die Ursitze der Chaldäer und deren Zusammenhang mit den Skythen, über Phud, Lud, Elam, Chna u.s.w. Dörffling und Franke, Leipzig 1861.
- Geschichte der Mongolen oder Tataren, besonders ihres Vordringens nach Europa, so wie ihrer Eroberungen und Einfälle in diesem Welttheile. Dülser, Breslau 1872 (Digitalisat).